# Nicolae Sotir
Nicolae Sotir, connu en France comme Nicolas Sotir, né le 29 décembre 1916 à Ploiești et décédé le 24 octobre 1991 à Bucarest, est un ancien joueur et entraîneur roumain de volley-ball.

## Palmarès

### Comme entraîneur
| - Jeux olympiques - Troisième : 1980 - Quatrième : 1964 - Championnat du monde - Troisième : 1960 - Championnat d'Europe - Vainqueur : 1963 - Finaliste : 1955 - Troisième : 1971 |  | - Championnat de Roumanie - Finaliste : 1961, 1962 |

## Publications
- (ro) Nicolae Sotir, Constantin Florescu, Volei, regulament comentat, Editura Tineretului Cultură Fizică și Sport, Bucarest, 1955
- (fr) Nicolae Sotir, Volley-ball: initiation et entraînement, Amphora, Paris, 1968  (ISBN 978-2851800411)
- (en) Nicolae Sotir, Winning Volleyball, Stanley Paul, London, 1973  (ISBN 978-0091163303)
- (es) Nicolae Sotir, El balonvolea. Manual de iniciación y entrenamiento, Hispano Europea, Barcelona, 1976  (ISBN 978-8425504143)